# Пени Маклин
Гертруд Вишингер, познатија као Пени Маклин (Клагенфурт, 4. новембар 1948) је аустралијска певачица, некадашња чланица диско групе Silver Convention, која је такође градила и соло каријеру. 
Широј јавности најпознатија је по синглу Lady Bump, који је објављен 1975. године, а продат у више милиона примерака широм света. 

## Биографија
Пени Маклин рођена је 4. новембра 1948. године у Клагенфурту. Почетком седамдесетих година Пени је била део дуа Barbra & Helmut, са којим је објавила "Hideaway и Stop за издавачку кућу Телефункен, 1972. године. Након тога била је члан триа под називом Tony & Liza & Penny.
Године 1973. објавила је сингл за Ариола издавачку кућу под називом Öffne Die Tür (Open The Door) / Der Fremde (The Stranger). Средином седамдесетих година била је чланица групе Silver Convention, заједно са Линдом Џ Томпсон и Рамоном Вулф. Објавили су хит песме као што су Save me и Fly, Robin, Fly. Отприлике средином 1977. године, Пени је напустила групу Silver Convention, а заменила ју је Зенда Џекс.
У октобру 1976. године, објавила је сингл Devil Eyes за издавачку кућу Ариола. У јулу 1978. године, њен албум The Best of Penny McLean објављен је под окриљем издавачке куће Јупитер рекордс. Крајем осамдесетих година, Пени је почела да снима за издавачку кућу Телдец.
Њена песма Lady Bump продата је у неколико милиона примерака. Неки од њених хитова такође су песме 1-2-3-4-Fire, Dance, Bunny, Honey, Honey, Dance и друге. У новембру 1975. године, њена нумера под називом The Lady Bumps On била је на четрнаестој позицији њујоршке музичке листе. У јануару 1976. године, The Lady Bumps On нашла се на осмом месту Кеш бокс синглова. У јулу 1976. године, сингл Lady Bump био је на седмој позицији међу двадесет и пет најбољих песама Аустралије. Овај сингл продат је у три милиона примерака широм света.
Пени је поред музике писала о духовним и нумеролошким питањима.
 Неке од популарних књига које је објавила су  Lass los, was dich festhält. Von der Kunst, du selbst zu sein, Numerologie und Schicksal. Ihr Leben ist berechenbar и Ein Jacobsweg der Seele.

## Дискографија

### Студијски албуми
| Назив              | Детаљи                                                                                      | Позиција | Позиција | Позиција | Позиција |
| Назив              | Детаљи                                                                                      | АУС      | КАН      | ШВЕ      | САД РНБ  |
| ------------------ | ------------------------------------------------------------------------------------------- | -------- | -------- | -------- | -------- |
| Lady Bump          | - Датум објављивања: 1975. - Издавачка кућа: Јупитер рекордс - Формат: ЛП, К7, audio kaseta | 12       | 47       | 3        | 59       |
| Penny              | - Датум објављивања: 1977. - Издавачка кућа: Јупитер рекордс - Формат: ЛП, К7               | —        | —        | 22       | —        |
| Midnight Explosion | - Датум објављивања: 1978. - Издавачка кућа: Јупитед редкордс - Формат: ЛП, К7              | —        | —        | —        | —        |

### Компилацијски албуми
| Назив                    | Детаљи                                                                        | Позиција | Позиција | Сертификати          |
| Назив                    | Детаљи                                                                        | НОР      | ШВЕ      | Сертификати          |
| ------------------------ | ----------------------------------------------------------------------------- | -------- | -------- | -------------------- |
| Success                  | - Датум објављивања: 1976. - Издавачка кућа: Јупитер рекордс - Формат: ЛП     | 11       | 16       | - IFPIHK: Платинасти |
| The Best of Penny McLean | - Датум објављивања: 1978. - Издавачка кућа: Јупитер рекордс - Формат: ЛП, К7 | —        | —        |                      |
| Star Discothek           | - Датум објављивања: 1979. - Издавачка кућа: Јупитер рекордс - Формат: ЛП, К7 | —        | —        |                      |
| Profile                  | - Датум објављивања: 1980. - Издавачка кућа: Јупитер рекордс - Формат: ЛП, К7 | —        | —        |                      |
| Lady Bump                | - Датум објављивања: 1986. - Издавачка кућа: Јупитер рекордс - Формат: ЛП, К7 | —        | —        |                      |

### Синглови
| 1972.                                              | Acapulcobanjopolka             | — | —  | —  | —  | —  | —  | —  | — | —  | — | —  | Н/Д                      |
| 1974.                                              | A Letter From Miami            | — | —  | —  | —  | —  | —  | —  | — | —  | — | —  | Н/Д                      |
| 1975.                                              | Lady Bump                      | 9 | 1  | 2  | 15 | 1  | 4  | 2  | 4 | 48 | 1 | 90 | Lady Bump                |
| 1975.                                              | Smoke Gets in Your Eyes        | — | —  | —  | —  | —  | —  | —  | — | —  | 6 | —  | Lady Bump                |
| 1976.                                              | 1-2-3-4... Fire!               | — | 11 | 11 | —  | 3  | 20 | 9  | — | —  | — | —  | Lady Bump                |
| 1976.                                              | Devil Eyes                     | — | —  | —  | —  | 21 | —  | 17 | — | —  | — | —  | Lady Bump                |
| 1976.                                              | Nobody's Child                 | — | —  | —  | —  | 49 | —  | 15 | — | —  | — | —  | Н/Д                      |
| 1977.                                              | Zwischen Zwei Gefühlen         | — | —  | —  | —  | —  | —  | —  | — | —  | — | —  | Н/Д                      |
| 1977.                                              | Dance, Bunny Honey, Dance      | — | —  | —  | —  | 26 | —  | 17 | — | —  | — | —  | Penny                    |
| 1977.                                              | Mambo Mama                     | — | —  | —  | —  | —  | —  | —  | — | —  | — | —  | Penny                    |
| 1978.                                              | Wild One                       | — | —  | —  | —  | —  | —  | —  | — | —  | — | —  | The Best Of Penny McLean |
| 1978.                                              | Midnight Explosion             | — | —  | —  | —  | —  | —  | —  | — | —  | — | —  | Midnight Explosion       |
| 1979.                                              | Tut-Ench-Amun                  | — | —  | —  | —  | —  | —  | —  | — | —  | — | —  | Н/Д                      |
| 1980.                                              | Love Is Love                   | — | —  | —  | —  | —  | —  | —  | — | —  | — | —  | Profile                  |
| 1982.                                              | Words                          | — | —  | —  | —  | —  | —  | —  | — | —  | — | —  | Н/Д                      |
| 1982.                                              | Wenn Die Träume Flügel Kriegen | — | —  | —  | —  | —  | —  | —  | — | —  | — | —  | Н/Д                      |
| 1985.                                              | Don’t Ever Leave Me Now        | — | —  | —  | —  | —  | —  | —  | — | —  | — | —  | Н/Д                      |
| "—" означава сингл који се није пласирао на листу. |                                |   |    |    |    |    |    |    |   |    |   |    |                          |